# Adolphe d’Eggis
Adolphe d’Eggis (* 1855 in Fribourg; † 8. Februar 1941 ebenda) war ein Schweizer Erfinder und Bankier.
Zusammen mit Georges Python gründete er 1892 die Freiburger Staatsbank. Im Jahr 1904 war er Mitbegründer des Konservatoriums Freiburg. Als Finanzbeauftragter des Heiligen Stuhls ab 1904 erhielt er von Pius X. 1905 den erblichen Grafentitel Adolphe Prosper, 1er comte d'Eggis.
Er war Aktivmitglied zahlreicher gelehrter Gesellschaften und schuf zwei populärwissenschaftliche Zeitschriften, nämlich 1879 Le Monde de la science et de l'industrie und 1886 La Science pratique.
Adolphe d’Eggis war der Halbbruder des Schriftstellers Étienne Eggis.

## Erfindungen
- Vélographe Eggis (1886)
- Automultiplicateur Eggis (um 1892), eine automatische Rechenmaschine.[1]